# 8109 Danielwilliam
A 8109 Danielwilliam (ideiglenes jelöléssel (8109) 1995 DU1) a Naprendszer kisbolygóövében található aszteroida. C. W. Hergenrother fedezte fel 1995. február 25-én.